# Saint-Pierre-d'Entremont, Isère
Saint-Pierre-d'Entremont är en kommun i departementet Isère i regionen Auvergne-Rhône-Alpes i sydöstra Frankrike. Kommunen ligger i kantonen Saint-Laurent-du-Pont som tillhör arrondissementet Grenoble. År 2022 hade Saint-Pierre-d'Entremont 576 invånare.

## Befolkningsutveckling
Antalet invånare i kommunen Saint-Pierre-d'Entremont
Referens:INSEE